# Chyphotinae

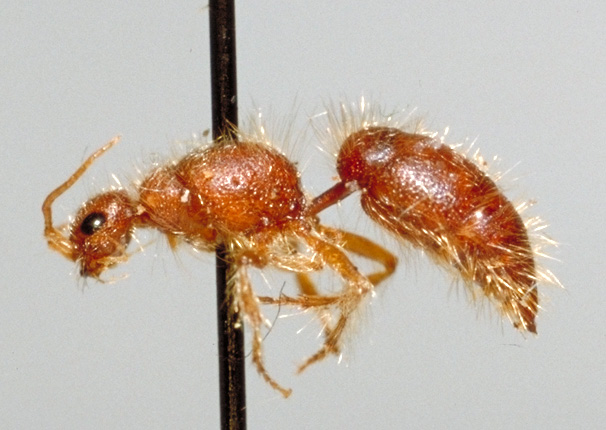
Weibchen einer Chyphotes-Art

Die Chyphotinae sind eine Unterfamilie der Bradynobaenidae innerhalb der Hautflügler (Hymenoptera). Von ihnen etwa 55 Arten aus der Gattung Chyphotes bekannt. 
Ihre Verbreitung beschränkt sich auf Nordamerika. Die Männchen sind geflügelt, während die Weibchen ungeflügelt sind. Beide Geschlechter sind hauptsächlich bräunlich gefärbt und nachtaktiv. Die bisher einzige hierzu untersuchte Art, Chyphotes mojave, besitzt bei beiden Geschlechtern zwei dicht nebeneinander liegende Stridulationsorgane am vierten Hinterleibssegment. Das unterscheidet sie von den Typhoctinae, die ihre beiden Stridulationsorgane seitlich tragen. Über ihre Lebensweise ist nahezu nichts bekannt.